# Branchipus cortesi
Branchipus cortesi är en kräftdjursart som beskrevs av Jose Alvarez Alonso och Damià Jaume 1991. Branchipus cortesi ingår i släktet Branchipus och familjen Branchipodidae. Inga underarter finns listade.